# Delburne
Delburne is een plaats (village) in de Canadese provincie Alberta en telt 765 inwoners (2006).